# Agomadaranus melanostictus
Agomadaranus melanostictus es una especie de coleóptero de la familia Attelabidae.

## Distribución geográfica
Habita en China.